# Ferreira (Granada)
Ferreira és un municipi de la província de Granada, amb una superfície de 43,14 km², una població de 333 habitants (2004) i una densitat de població de 7,72 hab/km².